# Grallaria andicolus
Grallaria andicolus е вид птица от семейство Grallariidae.

## Разпространение
Видът е разпространен в Боливия и Перу.